# Coyuchi
Coyuchi är en ort i Mexiko.   Den ligger i kommunen Santiago Juxtlahuaca och delstaten Oaxaca, i den sydöstra delen av landet, 280 km söder om huvudstaden Mexico City. Coyuchi ligger 1 328 meter över havet och antalet invånare är 339.
Terrängen runt Coyuchi är bergig åt nordost, men åt sydväst är den kuperad. Runt Coyuchi är det ganska glesbefolkat, med 31 invånare per kvadratkilometer. Närmaste större samhälle är Putla Villa de Guerrero, 14,4 km söder om Coyuchi. I omgivningarna runt Coyuchi växer huvudsakligen savannskog.